# Elisa de Gamond
Elisa Josephine Charlotte de Gamond (Brussel, 3 april 1804 - Elsene, 3 maart 1869) was een Belgische 19e-eeuwse kunstschilder uit de neoclassicistische school. Ze was afkomstig uit een adellijke familie. Haar vader was een advocaat en adviseur aan het Brusselse Hof en haar moeder was een salonnière. Op jonge leeftijd begon de Gamond met schilderen en was ze een leerlinge van de schilder Joseph Paelinck. Zij kreeg als schilder bekendheid door het winnen van de speciale Prix pour les dames van de Gentse Salon in 1826.

## Prix pour les dames
De Prix pour les dames was een aparte schildersprijs voor vrouwen, die in het leven geroepen was door de Gentse Salon. In de 19e eeuw waren kunstwedstrijden een voorkomend fenomeen, ontstaan in Parijs en haar beroemde Salon, waaraan kunstenaars en kunstenaressen mee konden doen om hun aanzien en prestige te vergroten. De Prix pour les dames was een wedstrijd speciaal opgericht voor vrouwen. Aan deze driejaarlijkse kunstwedstrijd van de Gentse Salon deden meerdere kunstenaressen mee, waaronder Fanny Paelinck Horgnies, winnares van de editie van 1829 en vrouw van Joseph Paelinck.
Het thema van de Gentse triënnale was: “Une Nymphe de la suite de Diane s’est égarée dans un bois; succombant à la fatigue elle s’est endormie; son chien veille à ses côtés.”
Wat betekent: "Een nimf uit Diane's suite is in een bos afgedwaald; bezweken aan vermoeidheid viel ze in slaap; haar hond waakt over haar."
Met haar van bewerking van dit thema won Elisa de Gamond de Prix pour les dames.

## Verdwaalde nimf uit het gevolg van Diana
Op dit schilderij is een liggende nimf afgebeeld, die lijkt te slapen. Naast haar ligt een windhond die om zich heen kijkt. Op de achtergrond is een bosrijk berglandschap te zien.
De Gamond lijkt met haar mythologische schildering geïnspireerd te zijn door de Venus van Urbino (1538) van de renaissancekunstenaar Titiaan en de Slapende Venus van diens leermeester Giorgione (1510). Naast het mythologische thema zijn er ook duidelijke overeenkomsten in compositie, diepte en kleurgebruik. Ook zijn beide vrouwelijke figuren op een zelfde manier afgebeeld en hebben zij een gelijke gezichtsuitdrukking. Een indringende blik die verleidelijk genoemd kan worden en onmiddellijk de aandacht trekt.    
Naast de Verdwaalde nimf uit het gevolg van Diana, liet De Gamond zich vaker inspireren door de klassieke mythologie, zoals blijkt uit een litho die ze gemaakt had van Pygmalion en Galatea naar Anne-Louis Girodet-Trioson voor de tentoonstelling van de Gentse Salon in 1823. Voor diezelfde triënnale had ze ook een schilderij gemaakt, naar het oude thema van de waarzegster: La diseuse de bonne aventure. Echter is niet meer bekend waar dit schilderij zich momenteel bevindt en zijn er ook geen afbeeldingen overgebleven. De verdwaalde Nimf uit het gevolg van Diana is voor zover bekend het enige overgebleven schilderij uit het oeuvre van Elisa de Gamond.

## Neoclassicisme
Reden voor klassieke thema’s in haar oeuvre was het opkomend neoclassicisme in België, wat vanuit Frankrijk over was komen waaien aan het begin van de 19e eeuw. Dit had alles te maken met Napoleon Bonaparte die zich liet inspireren door de klassieke oudheid. Dit uitte zich in de patriottische schilderijen van hofschilder Jacques-Louis David waarin Napoleon werd afgebeeld als veldheer en Romeins keizer. Na de nederlaag van Napoleon werd David zelf ook verbannen en zetelde hij in Brussel. In Brussel heeft hij invloed gehad op de kunstwereld aldaar, wat terug te zien is in de mythische thema’s in schilderijen van die tijd, zoals mythologische heldinnen. In deze neoclassicistische achtergrond maakte Elisa de Gamond dus haar mythologische werken.

## Na haar schilderscarrière
In 1827 trouwde zij met Auguste Théodore Giron, een professor aan het Koninklijk Atheneum te Brussel. Het stel kreeg vervolgens vier kinderen en verhuisde naar Elsene. Zoals in die tijd gebruikelijk was, betekende haar huwelijk en gezinsleven helaas het einde van haar schilderscarrière. In Elsene begon ze samen met haar zus Zoë in navolging van hun moeder een salon. Ook had ze met haar zus een vrouwencentrum opgericht, gestoeld op feministische ideeën. Haar zus Zoë kreeg later bekendheid als feministe, onderwijzeres en schrijfster van filosofische teksten. Ondanks dat De Gamond gestopt was met haar carrière als schilder, heeft ze toch nog op oudere leeftijd een zelfportret van haarzelf getekend op papier. Op 3 maart 1869 stierf zij in Elsene op 64-jarige leeftijd.

## Werken
- La diseuse de bonne aventure / de waarzegster (1823) olieverf op doek.
- Pygmalion en Galatea (1823) litho.
- Nymphe égaréede / Verdwaalde nimf uit het gevolg van Diana (1826) olieverf op doek.
- Zelfportret (na 1837) tekening op papier.

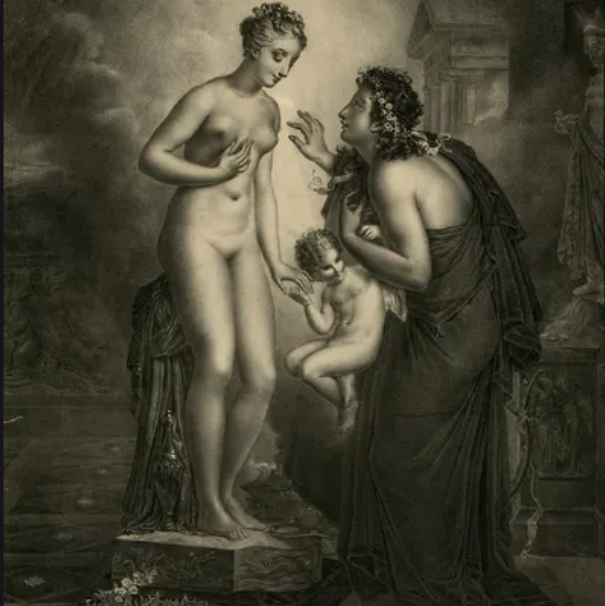
Litho van Pygmalion en Galatea (1823)
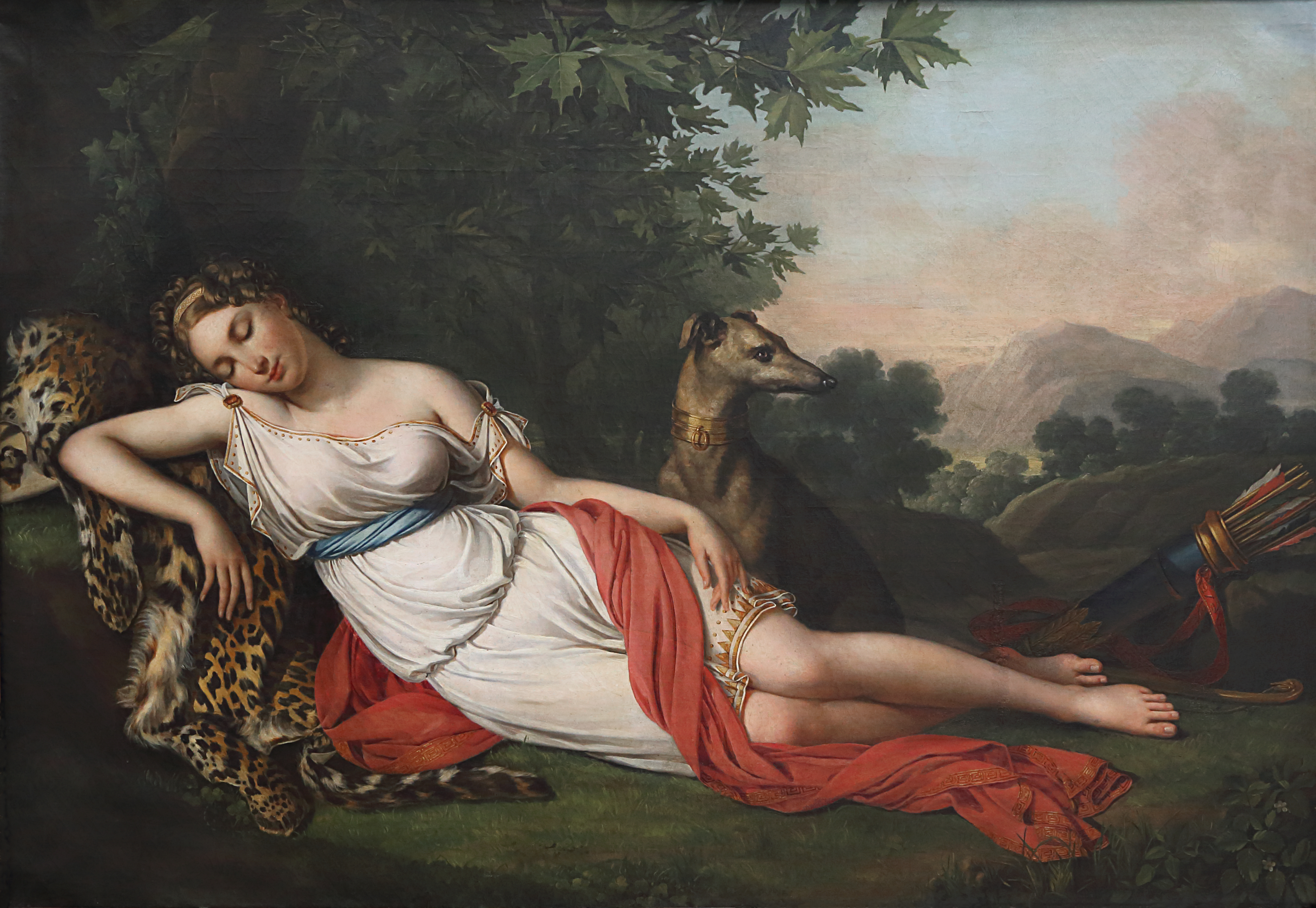
Verdwaalde nimf (1826)
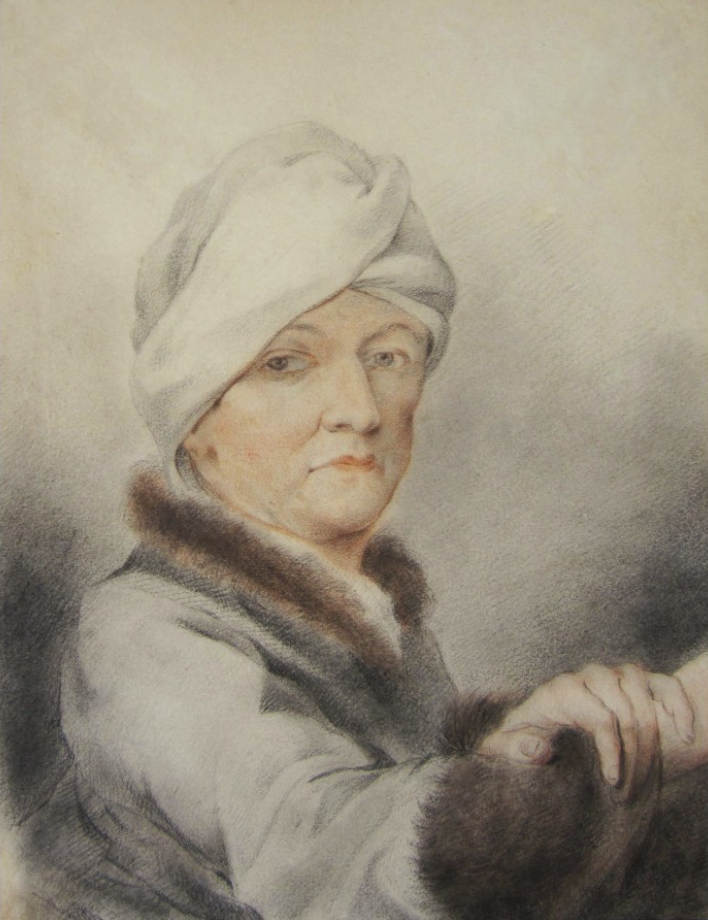
Zelfportret (na 1837)